# Wald (Ausser-Rhoden)
Wald és un municipi del cantó d'Appenzell Ausser-Rhoden (Suïssa).

## Geografia

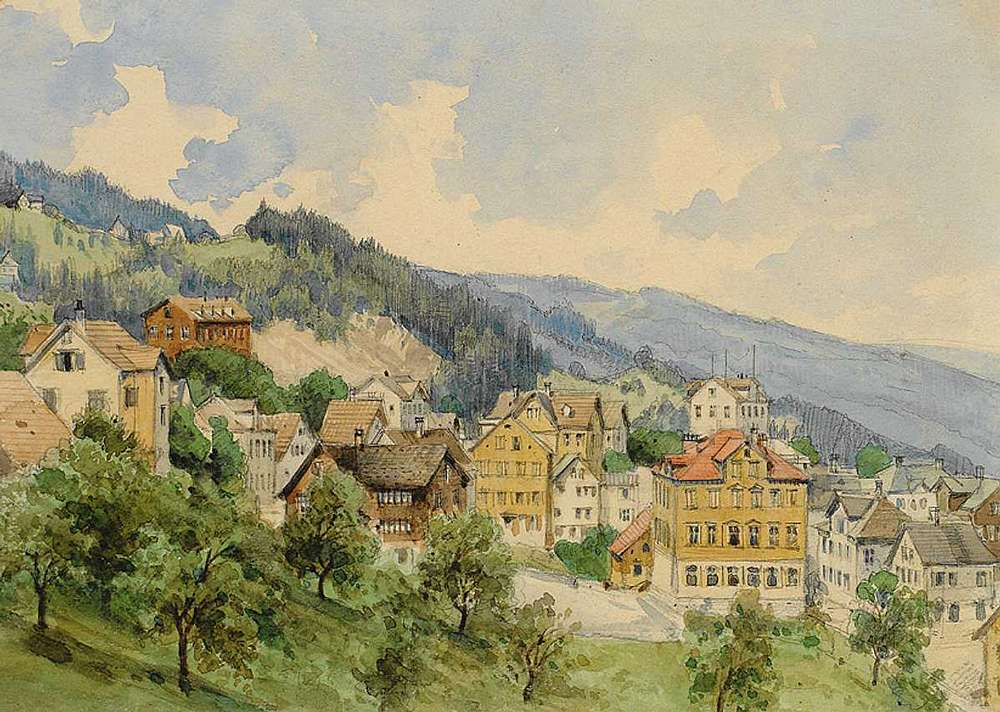
Aquarel·la de Wald durant el

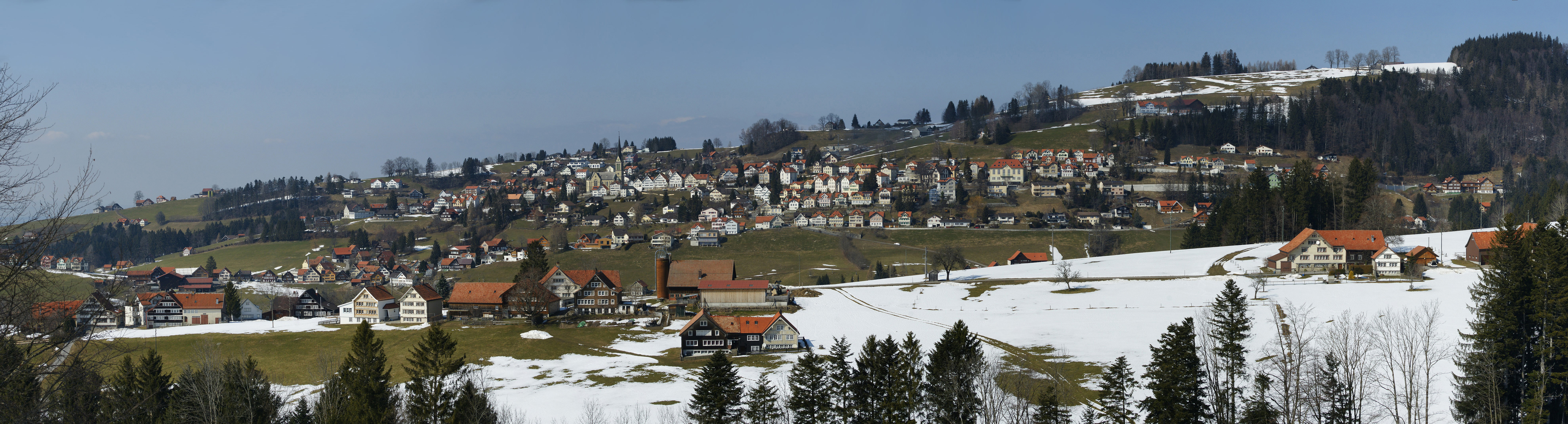
Vista panoràmica del municipi de Wald sobre el poble Rehetobel. A la cantonada superior dreta de la imatge es troba la muntanya Gupf.

Wald té una àrea, el 2006 de 6,8 km². D'aquesta zona, el 66% s'utilitza per a usos agrícoles, mentre que el 28,4% són boscos. De la resta del terreny, el 5,4% està assentat (edificis o carreteres) i la resta (0,1%) no productiu (rius, glaceres o muntanyes).